# Comuna de Prudnik
Prudnik (polaco: Gmina Prudnik) é uma gminy (comuna) na Polónia, na voivodia de Opole e no condado de Prudnicki. A sede do condado é a cidade de Prudnik.
De acordo com os censos de 2004, a comuna tem 29 748 habitantes, com uma densidade 243,6 hab/km².

## Área
Estende-se por uma área de 122,13 km², incluindo:
- área agricola: 76%
- área florestal: 12%

## Demografia
Dados de 30 de Junho 2004:
|                      | Total   | Total | Mulheres | Mulheres | Homens  | Homens |
| -------------------- | ------- | ----- | -------- | -------- | ------- | ------ |
|                      | pessoas | %     | pessoas  | %        | pessoas | %      |
| População            | 29 748  | 100   | 15 547   | 52,3     | 14 201  | 47,7   |
| Densidade (pop./km²) | 243,6   | 100   | 127,3    | 127,3    | 116,3   | 116,3  |

De acordo com dados de 2002, o rendimento médio per capita ascendia a 1213,87 zł.